# Euxoa hilaris
Euxoa hilaris är en fjärilsart som beskrevs av Freyer 1838. Euxoa hilaris ingår i släktet Euxoa och familjen nattflyn. Inga underarter finns listade i Catalogue of Life.

## Bildgalleri

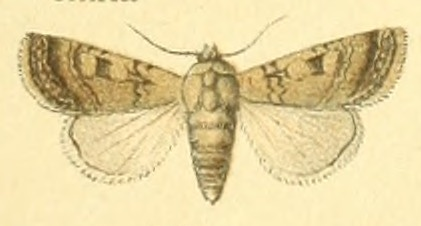